# Iglesia de San Pedro (Torrijo del Campo)
La iglesia de San Pedro es una iglesia de Torrijo del Campo.

## Historia
Sobre 1693 se hizo patente la necesidad de construir este templo, cuyas obras seguramente no se iniciarían hasta 1723, y no se terminaron hasta 1743.

## Descripción
De planta de salón, cuenta con tres naves separadas por columnas de orden corintio, que dan paso a bóvedas de medio cañón.